# World Series of Boxing
Die World Series of Boxing (WSB) war eine 2010 gegründete und 2019 eingestellte internationale Box-Liga unter dem Dach des Weltverbandes des olympischen Boxens International Boxing Association (IBA, damals noch AIBA).

## Konzept
In der World Series of Boxing (WSB) traten zwölf Teams aus Amerika, Europa und Asien mit Boxern aus über 50 Nationen in zunächst fünf (später 10) vor der Saison festgelegten Gewichtsklassen gegeneinander an. Die Teams waren in zwei Gruppen, in denen jeweils sechs Mannschaften gegeneinander antraten, aufgeteilt. Von Saison zu Saison konnte dabei die Zusammensetzung der Teilnehmer wechseln. Die Ausländerquote pro Team durfte bei höchstens 40 Prozent liegen. Die besten olympischen Boxer maßen sich in diesem Wettbewerb, darunter viele Medaillengewinner bei Olympischen Spielen und Weltmeisterschaften.

## Regeln
Die World Series of Boxing (WSB) wurde zwar vom Weltverband des olympischen Boxens ausgerichtet, aber die in diesem Rahmen bestrittenen Wettkämpfe unterschieden sich in einigen Punkten vom klassischen olympischen Boxen. So gingen die Kämpfe über 5 Runden je drei Minuten, während im klassischen olympischen Boxen bis heute nur drei Runden geboxt werden. Zudem boxten die Sportler oberkörperfrei statt mit Trikothemd und trugen auch keinen Kopfschutz, der zu Beginn der World Series of Boxing (WSB) im olympischen Boxen auch für Männer noch vorgeschrieben war. In der World Series of Boxing (WSB) wurde auch die aus dem Profiboxen bekannte 10-Point-Must-Wertung angewandt, die erst später generell im olympischen Boxen übernommen wurde. Diese Umstände sowie ein professionalisiertes Marketing des Wettbewerbs ließen die World Series of Boxing in ihrem Erscheinungsbild in die Nähe des Profiboxens rücken. Oft wurde das Boxen im Rahmen der World Series of Boxing daher als „semiprofessionelles Boxen“ bezeichnet. In der World Series of Boxing (WSB) erfolgreiche Sportler konnten in diesem Wettbewerb Qualifikationspunkte für die Olympischen Spiele sammeln.

## Wertungsweise
Jeder einzelne Kampf des Abends zählte in das Gesamtergebnis der Mannschaft für diese Begegnung ein. Die Mannschaft mit mehr gewonnenen Kämpfen erhielt drei Punkte für die Gesamttabelle. Endete ein Kampf mit 5:0- oder 4:1-Punktrichterstimmen recht deutlich, erhielt die Verlierermannschaft null Punkte. Endete er mit 3:2-Punktrichterstimmen knapper, erhielt die Verlierermannschaft einen Punkt. Aus den Ergebnissen der einzelnen Kampftage errechneten sich die Tabellenplatzierungen. Am Ende der Vorrunde qualifizierten sich die ersten vier Mannschaften jeder Gruppe für das Playoff der World Series of Boxing. Im Viertelfinale kämpfte der Vierte der Gruppe A gegen den Gewinner der Gruppe B um den Einzug in das Halbfinale, der Drittplatzierte der Gruppe A traf auf den Zweiten der Gruppe B usw. Am Ende der Playoffs stand dann das Teamfinale, bei dem es um 1.000.000 $ Preisgeld für das Siegerteam ging. Am Ende der Saison traten zusätzlich die beiden jeweils erfolgreichsten Kämpfer einer Gewichtsklasse in den Individual Finals um den WSB Individual Titel gegeneinander an.

## Deutsche Beteiligung
Mit den „Leipzig Leopards“ und später den „German Eagles“ gab es zwei Mal deutsche Mannschaften in der World Series of Boxing (WSB).

## WSB Mannschaften
Über die verschiedenen Saisons hinweg haben folgende Mannschaften aus folgenden Ländern an der World Series of Boxing (WSB) teilgenommen:
- Algerien: Algeria Desert Hawks
- Argentinien: Argentina Condors
- Aserbaidschan: Baku Fires
- Volksrepublik China: China Dragons
- Deutschland: Leipzig Leopards
- Deutschland: German Eagles
- Frankreich: Paris United
- Vereinigtes Königreich: British Lionhearts
- Indien: Indian Tigers
- Italien: Dolce & Gabbana Milano Thunder
- Kasachstan: Astana Arlans
- Kolumbien: Heroicos de Colombia
- Kuba: Cuba Domadores
- Marokko: Atlas Lions
- Mexiko: Mexico Guerreros
- Polen: Hussars Poland
- Puerto Rico: Puerto Rico Hurricanes
- Russland: Dynamo Moscow
- Russland: Russian Boxing Team
- Venezuela: Caciques de Venezuela
- Vereinigte Staaten: USA Knockouts
- Türkei: Türkiye Conquerors
- Ukraine: Ukraine Otamans
- Usbekistan: Uzbek Tigers

## Einstellung der Liga
2019 setzte die AIBA (heute IBA) den Wettbewerb wegen finanzieller Schwierigkeiten zunächst aus und nahm ihn später auch nicht mehr wieder auf. Der Versuch, die World Series of Boxing (WSB) dauerhaft zu etablieren, wird für die finanziellen Schwierigkeiten des Weltverbandes des olympischen Boxen AIBA (heute IBA) mit verantwortlich gemacht.

## Saison 2010/2011

### Gruppenphase
Gruppe A (Amerikagruppe)
| Mannschaft                              | Punkte | Vergleichskämpfe | Vergleichskämpfe | Vergleichskämpfe | Kämpfe   | Kämpfe   | Kämpfe        | Kämpfe |
| Mannschaft                              | Punkte | Gewonnen         | Verloren         | Gesamt           | Gewonnen | Verloren | Unentschieden | Gesamt |
| --------------------------------------- | ------ | ---------------- | ---------------- | ---------------- | -------- | -------- | ------------- | ------ |
| Los Angeles Matadors Vereinigte Staaten | 25     | 8                | 4                | 12               | 40       | 20       | 0             | 60     |
| Mexico City Guerreros Mexiko            | 25     | 8                | 4                | 12               | 36       | 24       | 0             | 60     |
| Miami Gallos Vereinigte Staaten         | 14     | 4                | 8                | 12               | 23       | 37       | 0             | 60     |
| Memphis Force Vereinigte Staaten        | 14     | 4                | 8                | 12               | 21       | 39       | 0             | 60     |

Gruppe B (Asiengruppe)
| Mannschaft                          | Punkte | Vergleichskämpfe | Vergleichskämpfe | Vergleichskämpfe | Kämpfe   | Kämpfe   | Kämpfe        | Kämpfe |
| Mannschaft                          | Punkte | Gewonnen         | Verloren         | Gesamt           | Gewonnen | Verloren | Unentschieden | Gesamt |
| ----------------------------------- | ------ | ---------------- | ---------------- | ---------------- | -------- | -------- | ------------- | ------ |
| Baku Fires Aserbaidschan            | 31     | 10               | 2                | 12               | 41       | 19       | 0             | 60     |
| Astana Arlans Kasachstan            | 29     | 9                | 3                | 12               | 44       | 16       | 0             | 60     |
| Beijing Dragons Volksrepublik China | 11     | 3                | 9                | 12               | 16       | 44       | 0             | 60     |
| Pohang Poseidons Südkorea           | 11     | 2                | 10               | 12               | 19       | 41       | 0             | 60     |

Gruppe C (Europagruppe)
| Mannschaft                             | Punkte | Vergleichskämpfe | Vergleichskämpfe | Vergleichskämpfe | Kämpfe   | Kämpfe   | Kämpfe        | Kämpfe |
| Mannschaft                             | Punkte | Gewonnen         | Verloren         | Gesamt           | Gewonnen | Verloren | Unentschieden | Gesamt |
| -------------------------------------- | ------ | ---------------- | ---------------- | ---------------- | -------- | -------- | ------------- | ------ |
| Paris United Frankreich                | 29     | 9                | 3                | 12               | 39       | 20       | 1             | 60     |
| Dolce & Gabbana Milano Thunder Italien | 27     | 8                | 4                | 12               | 36       | 22       | 2             | 60     |
| Istanbulls Türkei                      | 16     | 4                | 8                | 12               | 25       | 34       | 1             | 60     |
| Moscow Kremlin Bears Russland          | 12     | 3                | 9                | 12               | 17       | 41       | 2             | 60     |

### KO-Runde
Halbfinale
Für die Halbfinals qualifizierten sich die drei Gruppenersten und der beste Gruppenzweite, die in Hin- und Rückkampf gegeneinander antraten.
|               | Gesamt |                      | Hinkampf | Rückkampf |
| ------------- | ------ | -------------------- | -------- | --------- |
| Astana Arlans | 7:4    | Los Angeles Matadors | 4:1      | 3:2       |
| Baku Fires    | 4:6    | Paris United         | 4:1      | 0:5       |

Finale
Im Finale wurden zwei Kämpfe je Gewichtsklasse ausgetragen.
|               | Ergebnis |              |
| ------------- | -------- | ------------ |
| Astana Arlans | 4:6      | Paris United |

### Individual Championships
Die Gewinner der WSB Individual Titels 2010/2011 qualifizierten sich für die Olympischen Spiele 2012.
| Gewichtsklasse |                         | Ergebnis |                       |
| -------------- | ----------------------- | -------- | --------------------- |
| 50–54 kg       | Kanat Abutalipov        | 2:1      | Nordine Oubaali       |
| 57–61 kg       | Yerzhan Mussafirov      | 2:1      | Zhimin Wang           |
| 68–73 kg       | Serhij Derewjantschenko | 3:0      | Soltan Migitinov      |
| 80–85 kg       | Abdelhafid Benchabla    | 3:0      | Ludovic Groguhe       |
| +91 kg         | Clemente Russo          | 3:0      | Məhəmmədrəsul Məcidov |

## Saison 2011/2012

### Gruppenphase
Gruppe A
| Mannschaft                              | Punkte | Vergleichskämpfe | Vergleichskämpfe | Vergleichskämpfe | Kämpfe | Kämpfe   | Kämpfe   | Kämpfe        | Kämpfe |
| Mannschaft                              | Punkte | Gesamt           | Gewonnen         | Verloren         | Gesamt | Gewonnen | Verloren | Unentschieden | w.o.   |
| --------------------------------------- | ------ | ---------------- | ---------------- | ---------------- | ------ | -------- | -------- | ------------- | ------ |
| Dynamos Moscow Russland                 | 25     | 10               | 8                | 2                | 50     | 37       | 13       | 0             | 0      |
| Dolce & Gabbana Milano Thunder Italien  | 24     | 10               | 7                | 3                | 50     | 37       | 13       | 0             | 0      |
| Astana Arlans Kasachstan                | 22     | 10               | 7                | 3                | 50     | 29       | 21       | 0             | 0      |
| Mumbai Fighters Indien                  | 14     | 10               | 4                | 6                | 50     | 24       | 26       | 0             | 0      |
| Los Angeles Matadors Vereinigte Staaten | 11     | 10               | 3                | 7                | 50     | 17       | 33       | 0             | 0      |
| Bangkok Elephants Thailand              | 4      | 10               | 1                | 9                | 50     | 6        | 44       | 0             | 0      |

Gruppe B
| Mannschaft                          | Punkte | Vergleichskämpfe | Vergleichskämpfe | Vergleichskämpfe | Kämpfe | Kämpfe   | Kämpfe   | Kämpfe        | Kämpfe |
| Mannschaft                          | Punkte | Gesamt           | Gewonnen         | Verloren         | Gesamt | Gewonnen | Verloren | Unentschieden | w.o.   |
| ----------------------------------- | ------ | ---------------- | ---------------- | ---------------- | ------ | -------- | -------- | ------------- | ------ |
| Baku Fires Aserbaidschan            | 30     | 10               | 10               | 0                | 50     | 40       | 10       | 0             | 0      |
| Mexico City Guerreros Mexiko        | 20     | 10               | 6                | 4                | 50     | 31       | 18       | 1             | 1      |
| Paris United Frankreich             | 18     | 10               | 5                | 5                | 50     | 24       | 25       | 1             | 2      |
| Leipzig Leopards Deutschland        | 13     | 10               | 4                | 6                | 50     | 23       | 27       | 0             | 0      |
| Istanbul Bosphorus Türkei           | 11     | 10               | 3                | 7                | 50     | 19       | 31       | 0             | 3      |
| Beijing Dragons Volksrepublik China | 7      | 10               | 2                | 8                | 50     | 12       | 38       | 0             | 3      |

### KO-Runde
Viertelfinale
Für die Viertelfinals qualifizierten sich die jeweils vier Bestplatzierten der beiden Gruppen, welche in Hin- und Rückkampf gegeneinander antraten.
|                  | Gesamt |                                | Hinkampf | Rückkampf |
| ---------------- | ------ | ------------------------------ | -------- | --------- |
| Leipzig Leopards | 0:10   | Dynamos Moscow                 | 0:5      | 0:5       |
| Astana Arlans    | 6:4    | Mexico City Guerreros          | 3:2      | 3:2       |
| Paris United     | 3:7    | Dolce & Gabbana Milano Thunder | 3:2      | 0:5       |
| Mumbai Fighters  | 3:7    | Baku Fires                     | 3:2      | 0:5       |

Halbfinale
|                                | Gesamt |                | Hinkampf | Rückkampf |
| ------------------------------ | ------ | -------------- | -------- | --------- |
| Astana Arlans                  | 3:7    | Dynamos Moscow | 3:2      | 0:5       |
| Dolce & Gabbana Milano Thunder | 7:3    | Baku Fires     | 5:0      | 2:3       |

Finale
Das Finale fand im Exhibition Centre London in London statt.
|                | Ergebnis |                                |
| -------------- | -------- | ------------------------------ |
| Dynamos Moscow | 1:4      | Dolce & Gabbana Milano Thunder |

### Individual Championships
Die Finalkämpfe der Individual Championships wurde über sieben Runden à drei Minuten ausgetragen.
| Gewichtsklasse |                         | Ergebnis |                   |
| -------------- | ----------------------- | -------- | ----------------- |
| 50–54 kg       | Gairbek Germakhanov     | 3:0      | Elias Emigdio     |
| 57–61 kg       | Adlan Abdurashidov      | 2:1      | Juan Romero       |
| 68–73 kg       | Serhij Derewjantschenko | 3:0      | Heybulla Mursalov |
| 80–85 kg       | Azamat Murtuzaliyev     | TKO 4.   | Ramazan Magomedau |
| +91 kg         | Filip Hrgovic           | 3:0      | Ruslan Myrsatayev |

## Saison 2012/2013

### Gruppenphase
Gruppe A
| Mannschaft                          | Punkte | Vergleichskämpfe | Vergleichskämpfe | Vergleichskämpfe | Kämpfe | Kämpfe   | Kämpfe   | Kämpfe        | Kämpfe |
| Mannschaft                          | Punkte | Gesamt           | Gewonnen         | Verloren         | Gesamt | Gewonnen | Verloren | Unentschieden | w.o.   |
| ----------------------------------- | ------ | ---------------- | ---------------- | ---------------- | ------ | -------- | -------- | ------------- | ------ |
| Azerbaijan Baku Fires Aserbaidschan | 27     | 10               | 9                | 1                | 50     | 39       | 11       | 0             | 0      |
| Mexiko Guerreros Mexiko             | 19     | 10               | 6                | 4                | 50     | 27       | 23       | 0             | 0      |
| Hussars Poland Polen                | 13     | 10               | 4                | 6                | 50     | 17       | 33       | 0             | 0      |
| Argentinia Condors Argentinien      | 12     | 10               | 3                | 6                | 50     | 21       | 28       | 1             | 0      |
| Russian Boxing Team Russland        | 12     | 10               | 5                | 5                | 40     | 27       | 23       | 0             | 5      |
| Algeria Desert Hawks Algerien       | 9      | 10               | 2                | 7                | 50     | 18       | 31       | 1             | 3      |

Gruppe B
| Mannschaft                                | Punkte | Vergleichskämpfe | Vergleichskämpfe | Vergleichskämpfe | Kämpfe | Kämpfe   | Kämpfe   | Kämpfe        | Kämpfe |
| Mannschaft                                | Punkte | Gesamt           | Gewonnen         | Verloren         | Gesamt | Gewonnen | Verloren | Unentschieden | w.o.   |
| ----------------------------------------- | ------ | ---------------- | ---------------- | ---------------- | ------ | -------- | -------- | ------------- | ------ |
| Astana Arlans Kazakhstan Kasachstan       | 24     | 10               | 8                | 2                | 50     | 34       | 16       | 0             | 0      |
| Dolce & Gabbana Italia Thunder Italien    | 22     | 10               | 7                | 3                | 50     | 30       | 20       | 0             | 0      |
| British Lionhearts Vereinigtes Königreich | 16     | 10               | 5                | 5                | 50     | 25       | 25       | 0             | 0      |
| Ukraine Otamans Ukraine                   | 14     | 10               | 5                | 5                | 50     | 26       | 24       | 0             | 0      |
| German Eagles Deutschland                 | 9      | 10               | 3                | 7                | 50     | 21       | 29       | 0             | 2      |
| USA Knockouts Vereinigte Staaten          | 4      | 10               | 2                | 8                | 50     | 14       | 36       | 0             | 3      |

### KO-Runde
Viertelfinale
Für die Viertelfinals qualifizierten sich die jeweils vier Bestplatzierten der beiden Gruppen, welche in Hin- und Rückkampf gegeneinander antraten.
|                    | Gesamt |                                | Hinkampf | Rückkampf |
| ------------------ | ------ | ------------------------------ | -------- | --------- |
| Hussars Poland     | 2:8    | Dolce & Gabbana Italia Thunder | 1:4      | 1:4       |
| Argentinia Condors | 3:7    | Astana Arlans Kazakhstan       | 3:2      | 0:5       |
| Ukraine Otamans    | 6:4    | Azerbaijan Baku Fires          | 5:0      | 1:4       |
| British Lionhearts | 4:6    | Mexiko Guerreros               | 4:1      | 0:5       |

Halbfinale
|                                | Gesamt |                          | Hinkampf | Rückkampf |
| ------------------------------ | ------ | ------------------------ | -------- | --------- |
| Dolce & Gabbana Italia Thunder | 4:6    | Ukraine Otamans          | 4:1      | 0:5       |
| Mexiko Guerreros               | 2:8    | Astana Arlans Kazakhstan | 2:3      | 0:5       |

Finale
Das Team-Finale fand im Saryarka Velodrome in Astana teil. 
|                          | Ergebnis |                 |
| ------------------------ | -------- | --------------- |
| Astana Arlans Kazakhstan | 6:5      | Ukraine Otamans |

### Individual Ranking
Folgende Boxer lagen am Ende der Saison in der Rangliste ihrer Gewichtsklasse auf dem ersten Platz
| Gewichtsklasse | Boxer          | Team                  |
| -------------- | -------------- | --------------------- |
| 50–54 kg       | Andrew Selby   | British Lionheards    |
| 57–61 kg       | Albert Selimow | Azerbaijan Baku Fires |
| 68–73 kg       | Marvin Cabrera | Mexico Guerreros      |
| 80–85 kg       | Yamil Peralta  | Argentina Condors     |
| +91 kg         | Gerardo Bisbal | Mexico Guerreros      |